# Антикитобойные протесты на Фарерских островах

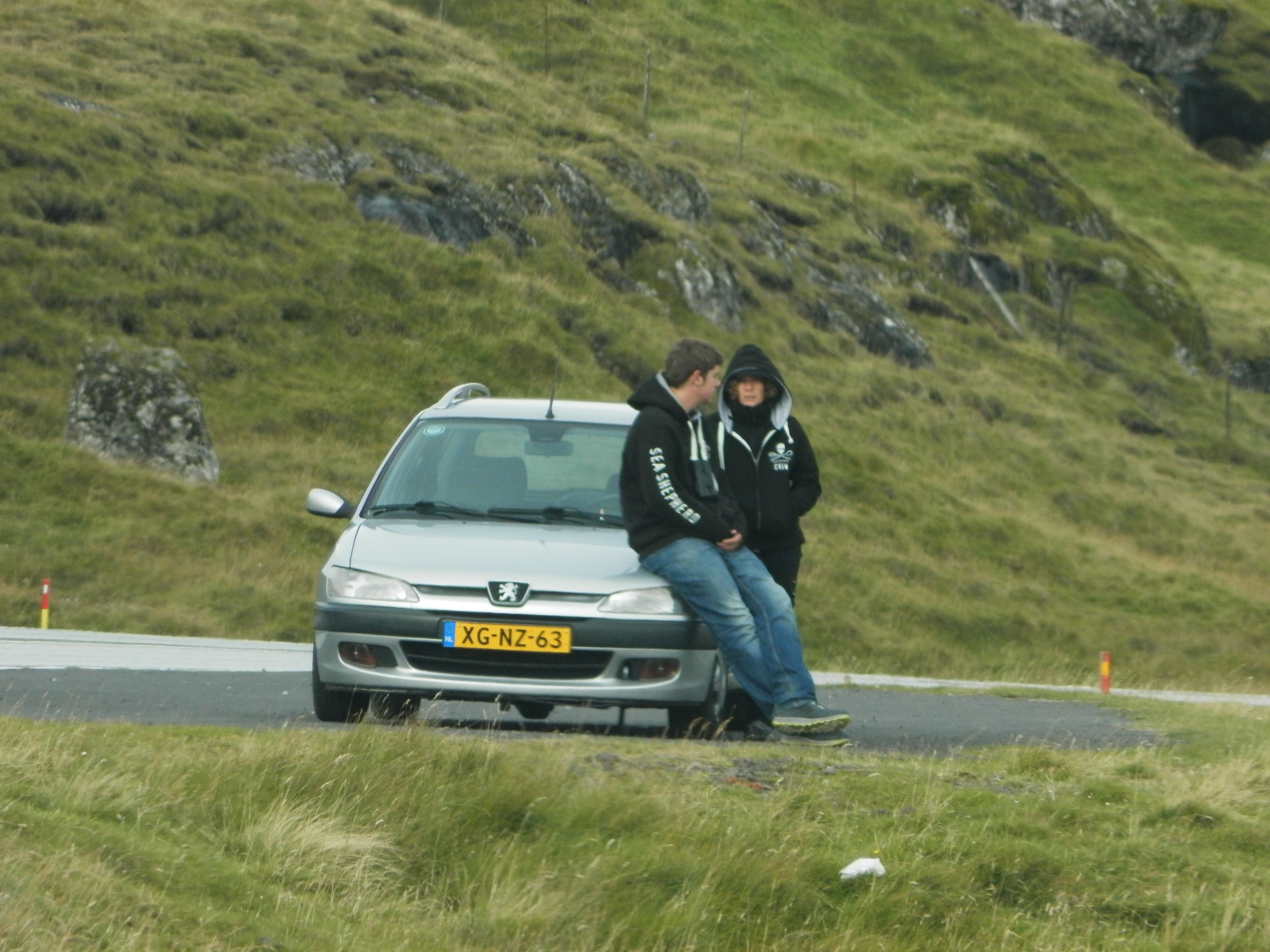
Активисты Общества охраны морской фауны на Фарерах в 2014 году

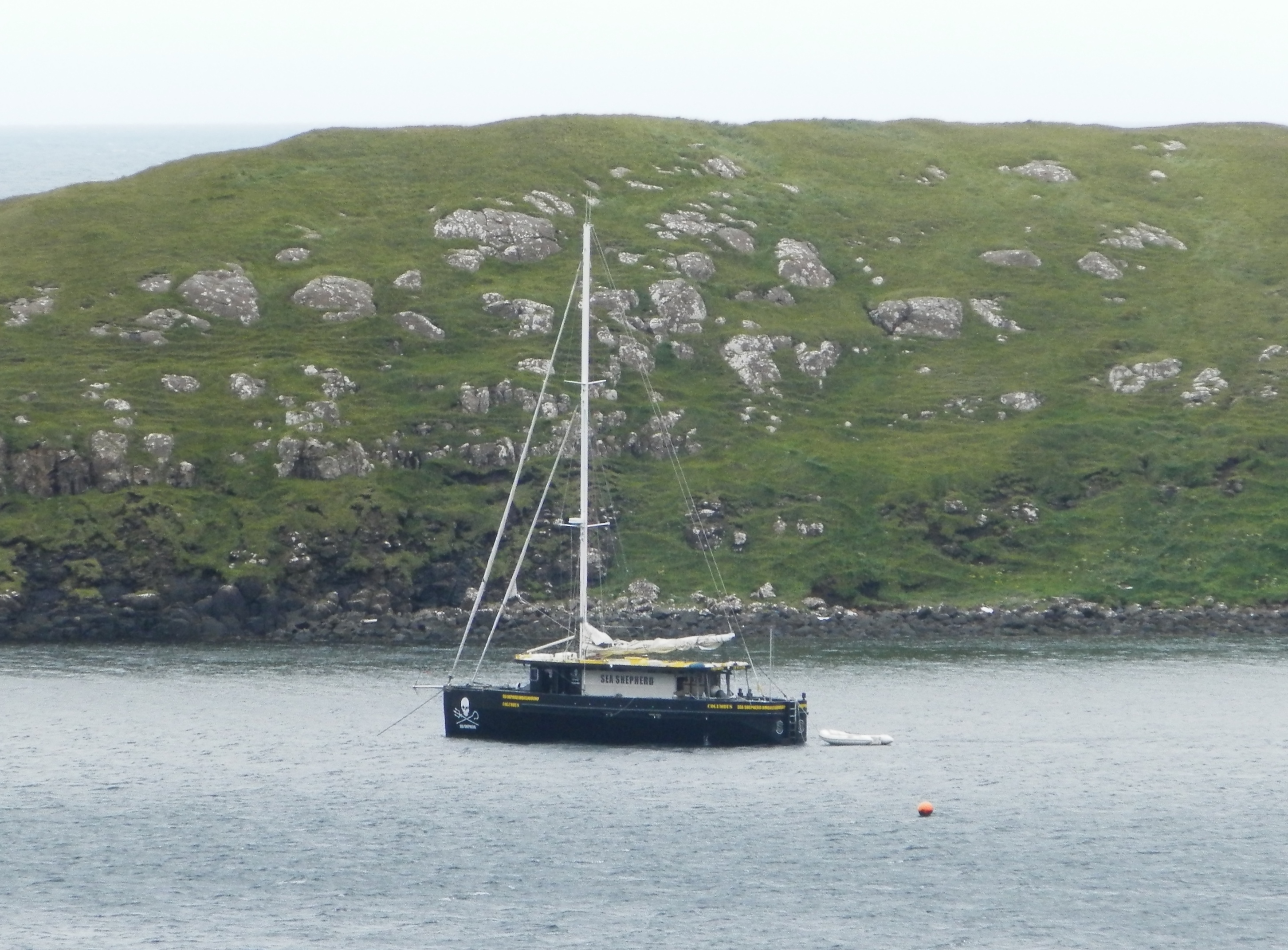
Яхта организации в 2014 году

Антикитобойные протесты в датских водах проводятся членами радикальной некоммерческой организацией «Морской пастух» с лета 1982 года. При этом экологи используют ультрарадикальные методы борьбы, которые однако не нацелены на нанесения вреда здоровью и жизни человека. Во время акций протеста часто происходили столкновения с полицией, аресты и нападения местных жителей на экологов.

## Начало акций (1982, 1986, 2000)
В 1982 году члены организации «Морской пастух» попытались сорвать охоту на гринд с помощью жёстко-корпусных катеров. В итоге волонтёры были остановлены фарерской полицией. После инцидента, в 1986 году были снова арестованы двое активистов организации. Экипаж судна Общества «Sea Shepherd 2» отказался
покидать датские воды, так как, по мнению экологов, активисты были арестованы без выдвижения обвинений. Тогда произошло столкновение между экологами и полицией. Фарерские власти заявили, что волонтёры открыли огонь по полицейским из автоматов. Сами активисты опровергали подобные заявления, говоря, что на борту корабля не было огнестрельного оружия. Лидер экологов, Пол Уотсон заявил, что члены Общества стреляли в полицейских шоколадом.
В 2000 году судно «Farley Mowat» прибыло на Фареры с целью сорвать охоту на китов-пилотов.

## Операция «Жестокие острова» (2011)
В июле 2011 года «Морской пастух» прибыл на Фареры. Была развёрнута операция «Жестокие острова», в которой были задействованы судно MY Steve Irwin, тримаран Gojira, несколько жёстко-корпусных катеров, водные мотоциклы, вертолёт, дельтаплан,
легковой автомобиль и фургон. Все их действия были засняты на камеру и показаны в телешоу «Китовые войны: Берега викинга». За время присутствия экологов в датских водах охота на гринд была остановлена, но после их отплытия снова возобновилась.
Во время пребывания команды экологов на островах они несколько раз контактировали с местными жителями. Фрейзер Хол, капитан судна Gojira встретился с Марнаром Андреасеном, организатором забоя китов в Торсхавне. Андреасен подарил активистам журнал, в котором были напечатаны фотографии с забоя. Позже, когда судно Gojira стояло в порту Торсхавна, оно было атаковано двумя фарерцами, которые пытались снять швартовки тримарана.

Музыкант Хери Йонсен участвовал в теледебатах с Полом Уотсоном, в которых они обсуждали забой. Китобой Кем Польсен также планировал подискутировать с Уотсоном, но передумал.

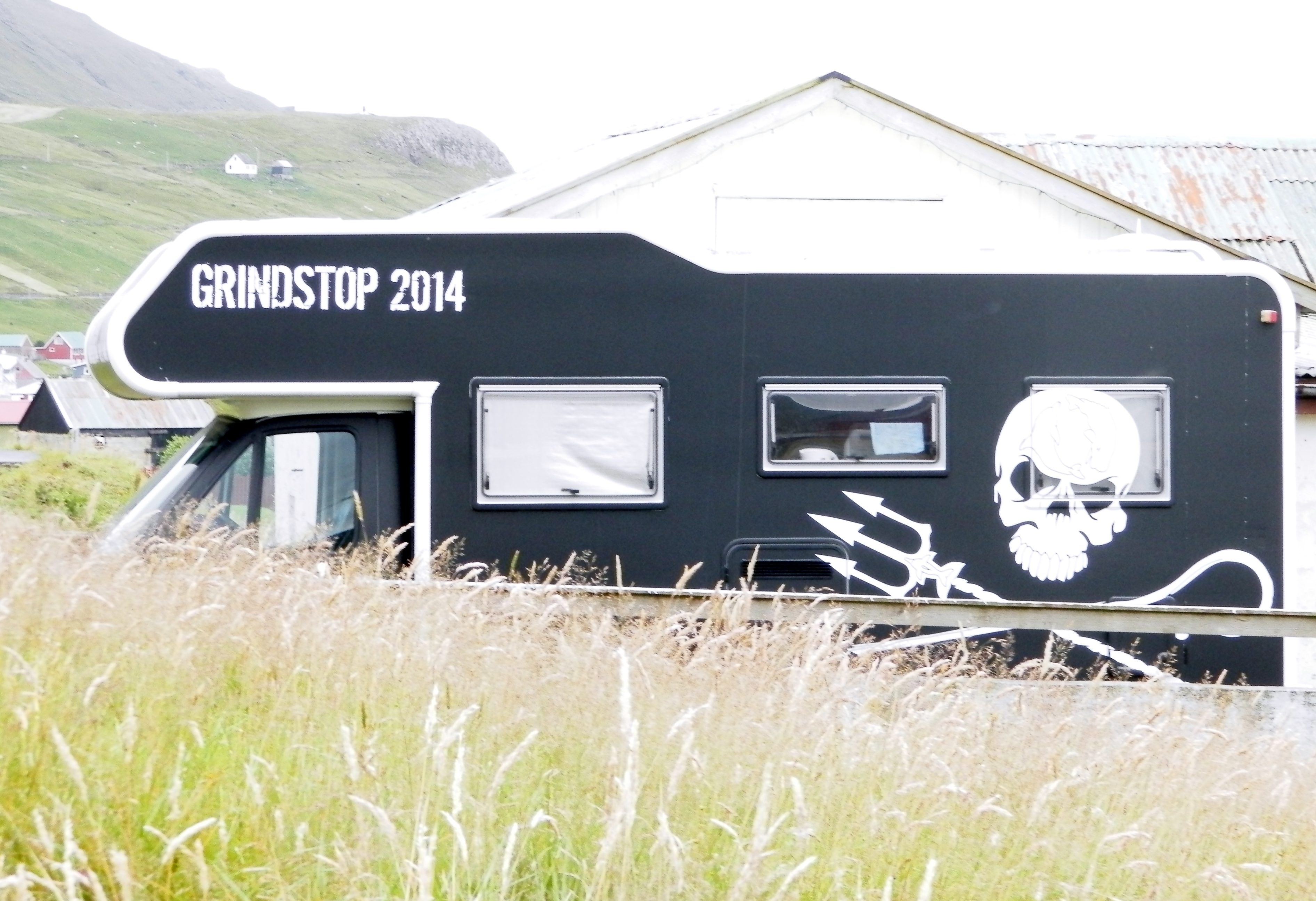
Фургон организации «Морской Пастух» на Фарерах в 2014 году

## Операция «Grindstop 2014»
Летом 2014 года «Морской пастух» вновь развернул антикитобойную кампанию на островах. В ней приняло участие около 500 активистов из разных стран, включая Данию. Они были на Фарерах с июля по октябрь 2014 года. 1 августа 2014 года актриса Памела Андерсон прибыла на острова с целью оказать поддержку волонтёрам. Во время забоя несколько активистов пытались напугать дельфинов, стуча палками об железный шест. В итоге они были задержаны фарерской полицией.

## Операция «Sleppið Grindini 2015»

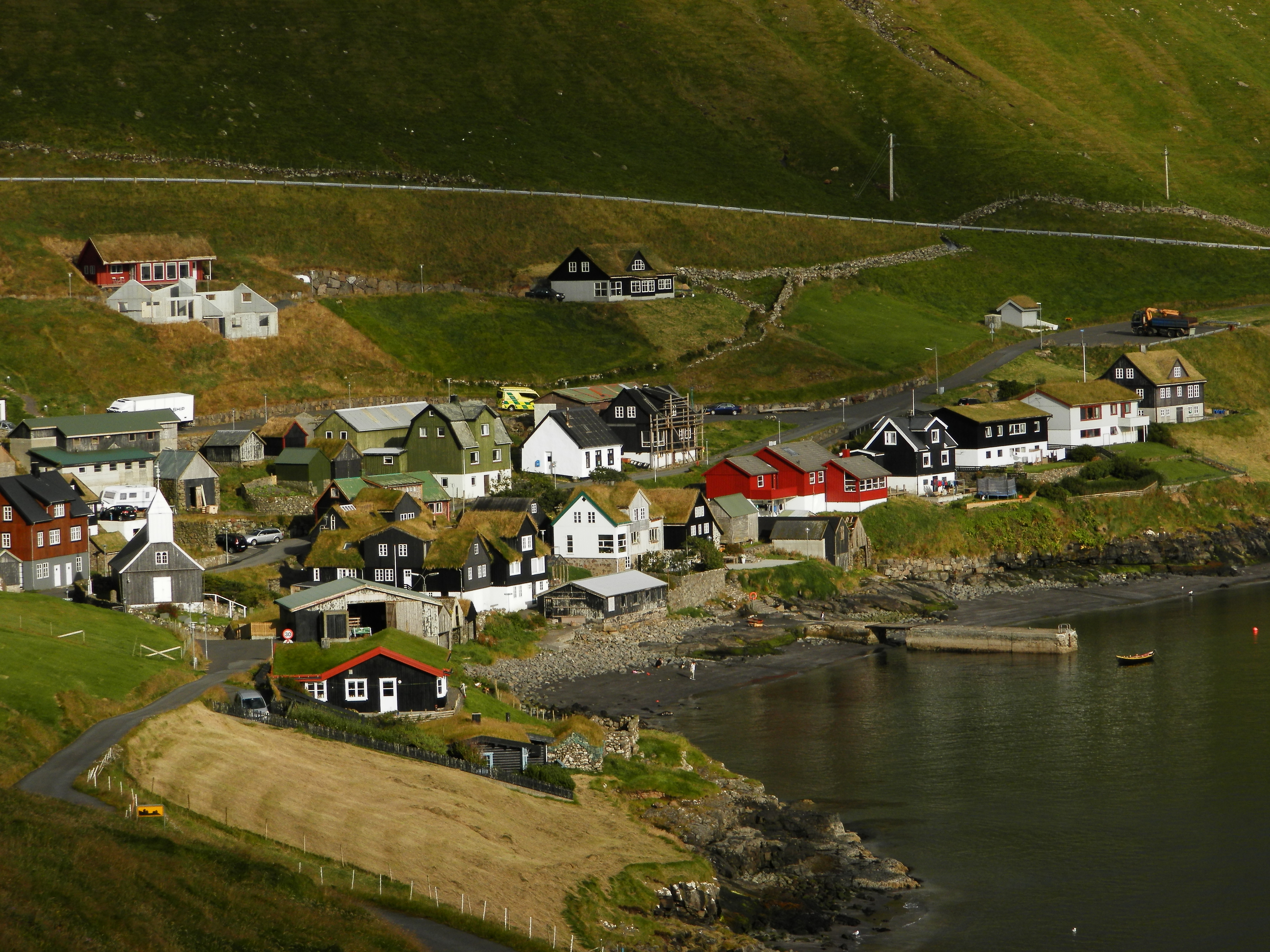
Деревня Бёур.

В 2015 году на Фарерские острова прибыли суда Bob Barker, Brigitte Bardot и Sam Simon. 14 июня Brigitte Bardot прибыл на Фареры из города Бремена. Спустя три дня судно патрулировало воды к северу от Торсхавна.
29 июня 2015 в деревне Хваннасунн произошел забой китов. Были убиты 22 гринды . Тримаран Brigitte Bardot находился в 25 милях к югу от деревни, и поэтому не смог бы вовремя попасть на забой.
В понедельник 20 июня была обнаружена группа дельфинов в проливе Кальсоярфьёрур между островами Куной и Кальсой. Полиция арестовала двух активистов «Морского пастуха», пытавшихся остановить забой китов и конфисковала катер Общества. В 2015 году вышел закон, разрешающий полицейским задерживать людей, которые пытаются предотвратить забой дельфинов на срок до 24 часов.
23 июня забой гринд произошел в двух местах, вследствие которого были убиты 233 особи. Первый забой произошел в деревне Бёур. Там были арестованы четыре человека из «Морского пастуха». Второй раз дельфины были убиты в Торсхавне на пляже Сандагер. 23-летний мужчина, активист «Морского пастуха» вмешался в забой и был арестован в Торсхавне за игнорирование предупреждений полиции. В деревне Бёур были убиты 110 гринд, около 130 — на пляже Сандагер.
Несколько активистов засняли бойню китов на видео и сделали несколько фотографий в деревне Бёур. Все файлы были в тот же день выложены в Интернет. Активисты «Морского пастуха»
писали письма депутатам датского парламента, в которых называли промысел на Фарерах «массовыми убийствами», «кровавой бойней» и «чудовищным зрелищем». Пол Уотсон призывал людей писать такие письма депутатам датского парламента через Facebook.
В августе 2015 года на Фареры прибыл корабль датского военно-морского флота с целью проследить и вмешаться в действия «Морского пастуха». Активисты были вынуждены покинуть острова.

## Операция «Кровавые фьорды»
20 июня 2016 года стало известно о планах «Морского пастуха» развернуть новую протестную акцию против забоя дельфинов, которая была названа «Кровавые фьорды» (Bloody fjords).